# Werner Karwath

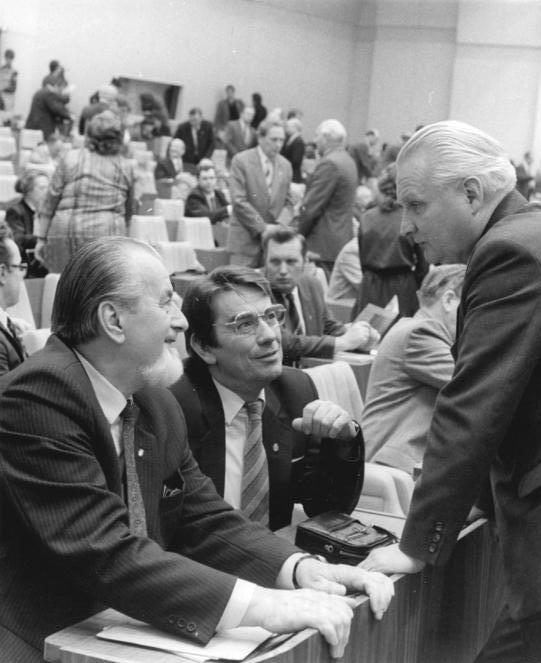
10. Volkskammertagung, Pausengespräch zwischen den Abgeordneten der CDU-Fraktion Franz Kirchner, Werner Karwath und Hermann Kalb (v. l. n. r.).

Werner Karwath (* 17. Januar 1927 in Brüx, Tschechoslowakei; † 4. November 2019) war ein deutscher Arzt und Politiker der Blockpartei CDU der DDR.

## Biografie

### Ausbildung und Beruf
Karwath wurde 1927 im deutschböhmischen Brüx als Sohn eines Angestellten geboren. Er besuchte ein Staatsoberrealgymnasium, welches er noch vor Kriegsende mit dem Abschluss des Abiturs verlassen konnte. Kurzzeitig noch zum Kriegsdienst eingezogen konnte Karwarth allerdings die Kriegsgefangenschaft vermeiden. Nachdem die sudetendeutsche Bevölkerung infolge der Beneš-Dekrete die Tschechoslowakei verlassen musste, siedelte sich Karwaths Familie im sächsischen Erzgebirge an. Zunächst fand Karwath eine Anstellung als Hilfsarbeiter, später als Buchdrucker. 
1947 erhielt er eine Zulassung zum Medizinstudium an der Leipziger Universität, welches er 1953 abschloss. 1954 wurde Karwath an der medizinischen Fakultät der Universität Leipzig mit der Dissertation Die orthostatische Funktionsprüfung des Kreislaufes bei der Commotio cerebri promoviert. Anschließend kehrte er ins Erzgebirge zurück, wo das im Aufbau befindliche Gesundheitswesen der SDAG Wismut Ärztenachwuchs benötigte. Karwath ließ sich in der Gemeinde Steinheidel-Erlabrunn nieder und fand eine Anstellung als Arzt im Bergarbeiterkrankenhauses für die Versorgung und gesundheitliche Betreuung der Mitarbeiter der Wismut in Erlabrunn. An dieser Einrichtung durchlief Karwath verschiedenste Stationen. 1960 absolvierte er eine Facharztausbildung, nach der er anschließend als Facharzt für Innere Krankheiten praktizierte. In den 1960er Jahren durchlief er die Stationen Oberarzt und Chefarzt bis hin zum stellvertretenden Ärztlichen Direktor des Bergarbeiterkrankenhauses. Später war er als Obermedizinalrat Ärztlicher Direktor des Bergarbeitersanatoriums Warmbad.
Karwath war verheiratet und hatte vier Kinder. Er wohnte zuletzt in Annaberg-Buchholz.

### Politik
Karwath war von 1964 bis 1989 Mitglied des Präsidiums des Hauptvorstandes der CDU und gehörte von 1963 bis 1990 als Abgeordneter der CDU der Volkskammer an.

## Auszeichnungen in der DDR
- Vaterländischer Verdienstorden in Bronze
- Verdienstmedaille der DDR
- Verdienter Arzt des Volkes
- Hufeland-Medaille in Silber